# Komm nach Wien, ich zeig dir was!
Komm nach Wien, ich zeig dir was! ist eine im Sommer 1969 vor Ort entstandene, österreichisch-deutsche Erotikfilmrevue im Gewand einer Sittengeschichte von Rolf Thiele. Durch die Episoden führt Dietmar Schönherr.

## Handlung
Mizzi – dies ist der Name des ewig Weiblichen in Gestalt einer vorgeblich „typischen“ Wienerin, die über die Jahrhunderte durch Charme, Liebreiz und Verführungskünste so manches Mal den Lauf der Geschichte gelenkt oder beeinflusst hat. Mizzi, das ist in dieser Zeitreise jedes Mal eine andere, hübsche Wienerin, die in jeder der Episoden mit vollem Körpereinsatz das Ihre tut, um die martialischen „Herren der Welt“ zu becircen, auf das diese sich mehr der Liebe in den Boudoirs als dem Krieg auf dem Schlachtfeld und der Eroberung hingeben mögen.
Die erste Mizzi tritt zur Zeit der römischen Herrschaft über Mitteleuropa zur Zeit der Spätantike auf, die zweite in den elendigen Zeiten von Pest und Verwüstung. Eine weitere Mizzi versucht so manchen Herrscher während des Wiener Kongress (1814/1815) zu betören, egal ob der Umworbene ein Österreicher, ein Däne oder ein Franzose ist. Schließlich folgen auch die tiefbraunen Zeiten, in dem die dortige Mizzi es mit einem gewissen A. H. zu tun bekommt. Nach Kriegsende und Besetzung begleitet schließlich die letzte Mizzi die Ereignisse, die zur Wiedererlangung der österreichischen Souveränität (1955) führen.

## Produktionsnotizen
Komm nach Wien, ich zeig dir was entstand zwischen dem 25. Juli und dem 19. September 1969 in Wien, Salzburg, Mauterndorf und am Attersee. Die Uraufführung fand am 4. Februar 1970 in Stuttgart statt, die deutsche Fernseherstausstrahlung war am 17. September 1989 auf Sat.1.
Bauten und Kostüme stammen von Maleen Pacha, Frank Brühne assistierte Chefkameramann Wolf Wirth. Für den 60-jährigen Produzenten Otto Dürer war dies seine letzte Kinoarbeit.

## Kritik
„Sittengeschichte der Wiener Maderln, genannt ‚Mizzis‘, die Ereignisse aus den verschiedenen Jahrhunderten einfallslos aneinanderreiht: von der Römerzeit bis zum Abzug der Sowjets nach dem Zweiten Weltkrieg. Plumper Sexfilm, der mangelnden Witz durch Eindeutigkeit ersetzt.“